# كارلوس غونزاليس (لاعب كرة قدم مكسيكي)
كارلوس غونزاليس (بالإسبانية: Carlos González)‏ (12 أبريل 1935 بمدينة مكسيكو في المكسيك - ) هو لاعب كرة قدم مكسيكي في مركز الهجوم، شارك في كأس العالم 1958. وشارك مع منتخب المكسيك لكرة القدم. أما مع النوادي، فقد لعب مع نادي أطلس وClub Deportivo Zamora ‏ وC.D. Poza Rica ‏.

## وصلات خارجية
- كارلوس غونزاليس على موقع الاتحاد الدولي (مؤرشف)  (الإنجليزية)
- كارلوس غونزاليس على موقع قاعدة بيانات كرة القدم.إي يو (الإنجليزية)
- كارلوس غونزاليس على موقع ناشيونال فوتبول تيمز (الإنجليزية)
- كارلوس غونزاليس على موقع Soccerway.com (الإنجليزية)
- كارلوس غونزاليس على موقع عالم كرة القدم.نت (الإنجليزية)
- كارلوس غونزاليس على موقع AS.com (الإسبانية)